# Tổng tuyển cử Campuchia 2008

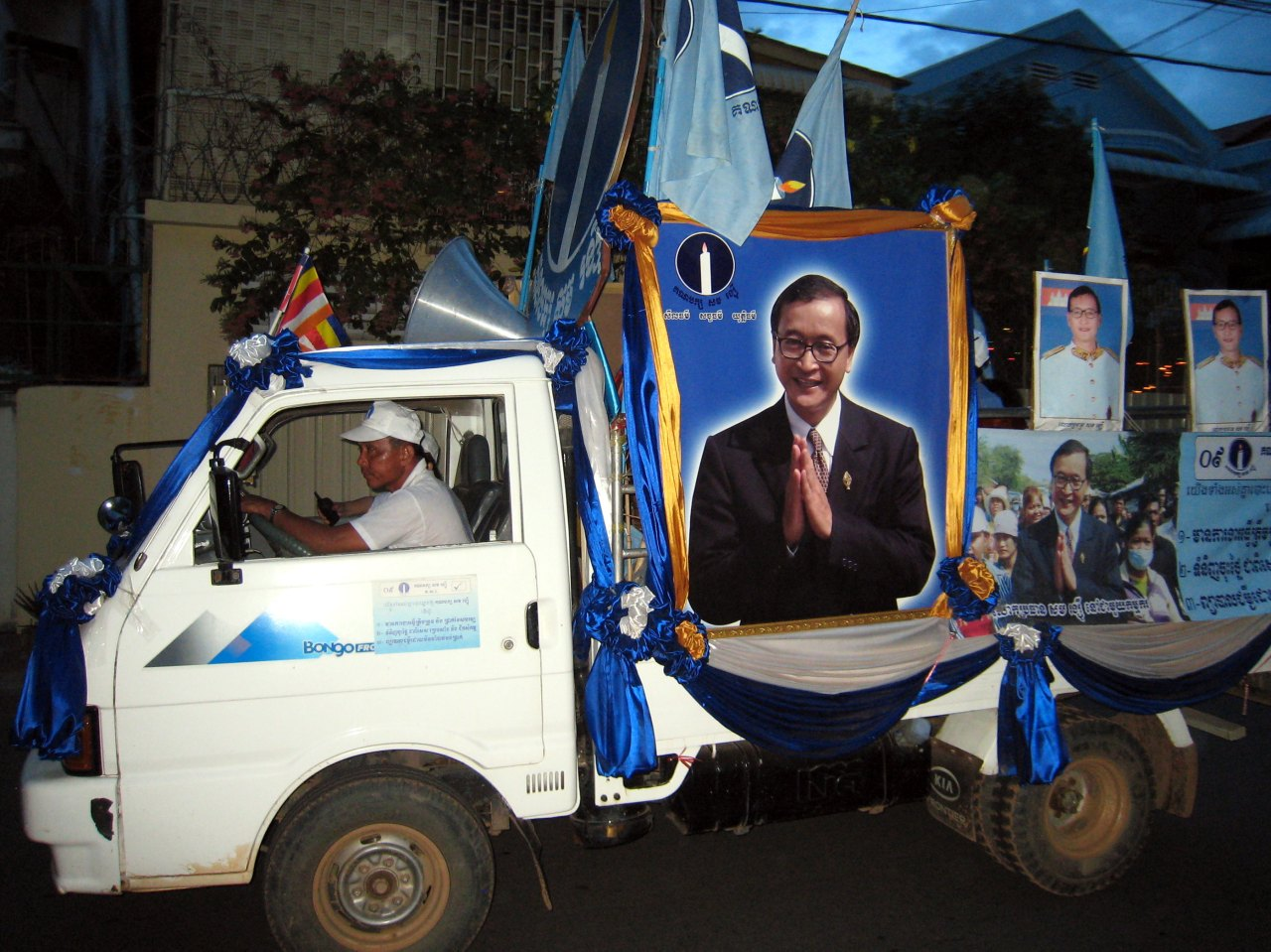
Xe vận động tranh cử của Đảng Sam Rainsy

Tổng tuyển cử được tổ chức tại Campuchia vào ngày 27 tháng 7 năm 2008. Kết quả cho thấy Đảng Nhân dân Campuchia cầm quyền thắng cử, giành được 90 trong số 123 ghế.

## Bối cảnh
Ngày 30 tháng 5 năm 2007, Thủ tướng Hun Sen công bố ngày bầu cử là ngày 27 tháng 7 năm 2008 vì nó rơi vào ngày lễ đúng năm năm sau cuộc tổng tuyển cử 2003. Trong khi Đảng Nhân dân Campuchia cầm quyền được dự đoán sẽ giữ được đa số ghế, FUNCINPEC được cho là có khả năng sẽ tụt hậu so với hai đảng đối lập lớn là Đảng Sam Rainsy và Đảng Mặt trận Sangkum Jatiniyum. Đảng Nhân quyền được thành lập vào tháng 7 năm 2007 cũng được dự đoán sẽ giành được một số ghế.

## Vận động
Vào thời hạn chót để đăng ký tham gia bầu cử vào ngày 12 tháng 5 năm 2008, chỉ có 12 đảng đăng ký tham gia bầu cử, thấp hơn số 23 đảng tham gia cuộc tổng tuyển cử năm 2003 và số 39 đảng tham gia cuộc tổng tuyển cử năm 1998. Mười trong số 12 đảng đề cử ứng cử viên ra tranh cử ở tất cả 24 tỉnh thành của Campuchia, một đảng đề cử ứng cử viên ở chín tỉnh, một đảng đề cử ứng cử viên ở bảy tỉnh. Mười đảng đầu được chấp thuận, một đảng được yêu cầu nộp thêm tài liệu và sau đó được chấp thuận và một đảng bị từ chối đăng ký.
Tháng 7, Đảng Chống đói nghèo Khmer và Đảng Xã hội Công lý tuyên bố thành lập liên minh. Đảng Cộng hòa Khmer cũng tuyên bố sẵn sàng liên minh với những đảng khác.

## Tổ chức
Phái đoàn quan sát của Liên minh châu Âu thừa nhận rằng kết quả tạm thời cho thấy phải có gian lận bầu cử trên quy mô rất lớn mới có thể đặt câu hỏi về chiến thắng áp đảo của Đảng Nhân dân Campuchia và đánh giá cao sự cải thiện so với cuộc bầu cử năm 2003. Tuy nhiên, Liên minh châu Âu vẫn chỉ trích việc một số lượng lớn cử tri bị tước quyền bầu cử và cho rằng cuộc tổng tuyển cử không đạt tiêu chuẩn quốc tế.

## Kết quả
Kết quả sơ bộ từ các nguồn tin của Đảng Nhân dân Campuchia cho thấy Đảng Nhân dân Campuchia giành được 58,3% số phiếu bầu và 91 ghế, Đảng Sam Rainsy giành được 21,9% số phiếu bầu và 26 ghế, Đảng Nhân quyền giành được ba ghế, Đảng Norodom Ranariddh giành được hai ghế và FUNCINPEC giành được một ghế. Các tổ chức phi chính phủ và các cơ quan giám sát bầu cử  dự đoán rằng Đảng Nhân dân Campuchia giành được 70 ghế và Đảng Sam Rainsy giành được 50 ghế.
|                                                |                                     |           |        |     |     |
| Đảng                                           | Đảng                                | Phiếu bầu | %      | Ghế | +/– |
|                                                | Đảng Nhân dân Campuchia             | 3.492.374 | 58.11  | 90  | +17 |
|                                                | Đảng Sam Rainsy                     | 1.316.714 | 21.91  | 26  | +2  |
|                                                | Đảng Nhân quyền                     | 397.816   | 6.62   | 3   | Mới |
|                                                | Đảng Norodom Ranariddh              | 337.943   | 5.62   | 2   | Mới |
|                                                | FUNCINPEC                           | 303.764   | 5.05   | 2   | –24 |
|                                                | Đảng Liên minh Dân chủ              | 68.909    | 1.15   | 0   | Mới |
|                                                | Đảng Dân chủ Khmer                  | 32.386    | 0.54   | 0   | 0   |
|                                                | Hang Dara Democratic Movement Party | 25.065    | 0.42   | 0   | 0   |
|                                                | Society of Justice Party            | 14.112    | 0.23   | 0   | Mới |
|                                                | Đảng Cộng hòa Khmer                 | 11.693    | 0.19   | 0   | Mới |
|                                                | Khmer Anti-Poverty Party            | 9.501     | 0.16   | 0   | Mới |
| Tổng cộng                                      | Tổng cộng                           | 6.010.277 | 100.00 | 123 | 0   |
|                                                |                                     |           |        |     |     |
| Phiếu bầu hợp lệ                               | Phiếu bầu hợp lệ                    | 6.010.277 | 98.51  |     |     |
| Phiếu bầu không hợp lệ/trống                   | Phiếu bầu không hợp lệ/trống        | 90.607    | 1.49   |     |     |
| Tổng cộng phiếu bầu                            | Tổng cộng phiếu bầu                 | 6.100.884 | 100.00 |     |     |
| Cử tri phiếu bầu đã đăng ký                    | Cử tri phiếu bầu đã đăng ký         | 8.125.529 | 75.08  |     |     |
| Nguồn: Ủy ban bầu cử tự do công bằng Campuchia |                                     |           |        |     |     |

## Hậu quả
Thủ tướng Hun Sen tuyên bố chiến thắng vào ngày sau cuộc bầu cử. Các nhà quan sát nhận định xung đột biên giới với Thái Lan về Đền Preah Vihear giúp Đảng Nhân dân Campuchia thu hút thêm sự ủng hộ. Trước đó, hiến pháp được sửa đổi vào năm 2006 để quy định Quốc hội bầu chủ tịch, phó chủ tịch và thủ tướng theo quá nửa tổng số thành viên thay vì hai phần ba số thành viên, cho phép Đảng Nhân dân Campuchia thành lập chính phủ mà không cần liên minh với những đảng khác.
Đảng Nhân dân Campuchia tuyên bố sẽ duy trì liên minh với FUNCINPEC đã bị suy yếu nghiêm trọng nhưng ra lệnh cho lãnh đạo Keo Puth Rasmey và vợ là Công chúa Arun Rasmey từ chức để cho tướng Nhek Bun Chhay tiếp quản, là người đầu tiên không thuộc vương thất lãnh đạo FUNCINPEC.
Đảng Sam Rainsy, Đảng Nhân quyền và Đảng Norodom Ranariddh đe dọa tẩy chay kỳ họp đầu tiên của Quốc hội nếu chính phủ không điều tra những bất thường nhưng Thủ tướng Hun Sen tuyên bố rằng ghế của ba đảng sẽ được phân bổ lại giữa Đảng Nhân dân Campuchia và FUNCINPEC nếu ba đảng không tham dự kỳ họp.